# Richard Frankfurter
Richard Otto Frankfurter (auch Richard O. Frankfurter) (geboren 12. Dezember 1873 in Bielitz, Österreich-Ungarn; gestorben 2. Februar 1953 in Montevideo) war ein deutscher Politiker (DDP), Jurist und Schriftsteller.

## Leben und Wirken
Frankfurter wurde 1873 in eine jüdische Familie geboren. Seine Mutter war die Schriftstellerin und Journalistin Ulla Wolff-Frank, die ihre meisten Werke unter dem Namen Ulrich Frank veröffentlichte. Sein Stiefbruder war der Politiker Arthur Wolff. In seiner Jugend besuchte er das Wilhelmsgymnasium in Berlin. Nach dem Abitur studierte er Rechtswissenschaften an den Universitäten Heidelberg und Berlin. Nach seiner Promotion zum Dr. jur. ließ er sich 1900 in Berlin nieder.
Während des Ersten Weltkrieges stand Frankfurter von 1915 bis 1918 der Abteilung für die Versorgung der Industrie mit ausländischen Arbeitskräften an der Berliner Kommandantur vor. In den Jahren 1917 und 1918 übernahm er zudem Aufgaben im Auswärtigen Amt, die in Zusammenhang mit den Themengebieten Auslandspresse und Kulturpropaganda standen. Während des Krieges begann Frankfurter sich auch in der Presse als politischer und feuilletonistischer Journalist sowie als Romanautor zu betätigen.
Nach dem Krieg lebte Frankfurter in Berlin-Wilmersdorf. Ab 1921 weitete er sein juristisches Arbeitsgebiet aus, indem er nun auch notarielle Aufgaben wahrzunehmen begann. Einer breiteren Öffentlichkeit wurde er nun als Anwalt großer Firmen der Theater- und Filmbranche, wie zum Beispiel der Tobis, bekannt. In diesem Zusammenhang war Frankfurter einer der ersten Juristen in Deutschland, die sich nach dem Aufkommen des Tonfilms mit den juristischen Aspekten des neuen Mediums befassten.
Ein politisches Forum fand Frankfurter in der Nachkriegszeit in der linksliberalen Deutschen Demokratischen Partei (DDP), zu deren Gründern er gehörte. Von 1920 bis 1929 war er Mitglied des Parteivorstandes und leitete er den Organisationsausschuss seiner Partei.
Im Februar 1928 zog Frankfurter im Nachrückverfahren für seinen verstorbenen Parteikollegen Fritz Raschig in den im Dezember 1924 gewählten dritten Reichstag der Weimarer Republik ein, dem er bis zum Mai desselben Jahres angehörte. Den Zusammenschluss der DDP mit der Deutschen Staatspartei (DStP) lehnte Frankfurter persönlich zwar ab, war aber schließlich gewillt, ihn um des Parteifriedens willen hinzunehmen.
Der medienpolitisch kundige Anwalt wurde Partner des stellvertretenden DDP-Vorsitzenden Anton Erkelenz, der als einer der ersten in der Partei die wachsende Meinungs- und Marktmacht des rechtskonservativen Hugenberg-Konzerns bemerkte und ein liberales Gegengewicht schaffen wollte. Erkelenz, Frankfurter und zwei Mitgesellschafter gründeten im Frühjahr 1922 die Verlag Neuer Staat GmbH, die den im Dezember 1918 gegründeten Demokratischen Verlag von DDP-Vizeschatzmeister Hermann Kalkoff übernahm und dessen Schriften- und Buchprogramm fortführte. Die Gesellschaft (Zweck „Verlagsgeschäfte aller Art“) war aber nicht als Parteischriftenvertrieb gedacht. Stattdessen diente sie – mit den drei DDP-nahen Großverlagen Mosse, Ullstein und Frankfurter Societät als Investoren – als Holding und Finanzierungsvehikel, um ab 1923 reichsweit DDP-nahe Zeitungsverlage durch Minderheitsbeteiligungen zu stützen und ab 1925 die Presseagenturen Demokratischer Zeitungsdienst (Karl Brammer) und Reichsdienst der deutschen Presse (Carl Spiecker) zu unterhalten.
Nach der nationalsozialistischen „Machtergreifung“ emigrierte Frankfurter, der nun wegen seiner jüdischen Abstammung verfolgt wurde, über Paris zuerst in die Schweiz, wo er als Anwalt in Zürich lebte und 1939 nach Uruguay, wo er 1953 starb.

## Schriften (Auswahl)
- Wann ist eine Sache mittels einer strafbaren Handlung erlangt? Dissertation. Dessau 1899.
- Von gekrönten Häuptern. Novellen. Leipzig 1906.
- Das Heil der Höhe. Roman. Berlin 1908.
- Wenn die Welt anders wär’. Grotesken. Oesterfeld & Co, Berlin 1909.
- Die Geschichte der Giustiniani. Oesterheld & Co., Berlin 1911.
- Unterseeboot-Krieg und Völkerrecht. Berlin 1916.
- Ohne Götter. Grethlein & Co, Leipzig 1916.
- David schlägt die Harfe. Leipzig 1922.